# Orange Cassidy
Pour les articles homonymes, voir Cassidy.
James Cipperly (né le 4 mai 1984 à Stewartsville (New Jersey)) est un catcheur (lutteur professionnel) américain. Il travaille actuellement à la All Elite Wrestling, sous le nom d'Orange Cassidy.

#### King of Trios (2010–2011)

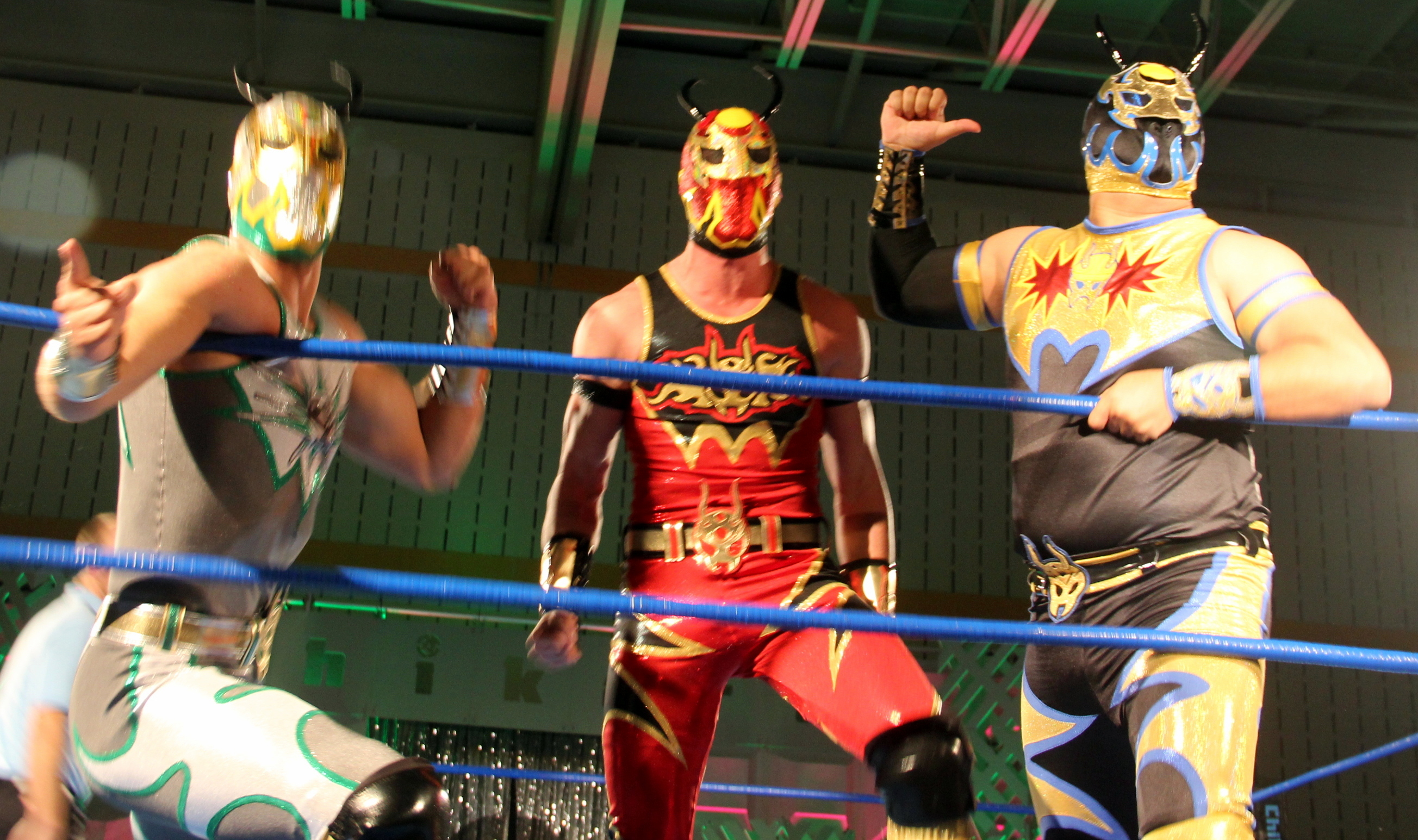
De gauche à droite: Silver Ant, Fire Ant, et Worker Ant (II) durant le King of Trios 2014e n Septembre 2014

## Carrière

### Chikara (2006-2018)

#### Rivalité avec The Flood (2014–2015)
Ils ont cependant été éliminés du tournoi le lendemain par les représentants de The Flood Eddie Kingston, Jimmy Jacobs et Volgar à la suite d'une intervention extérieure de Soldier Ant et Deucalion.

### All Elite Wrestling (2019-...)

#### Débuts et Best Friends (2018-2024)
Le 7 février 2019, il signe officiellement avec la All Elite Wrestling. 
Le 25 mai lors du premier show inaugural de la fédération : Double or Nothing, après la victoire des Best Friends sur TH2 (Angélico et Jack Evans), il fait son apparition et pose aux côtés des premiers et rejoint officiellement l'équipe. 
Le 29 février 2020 à Revolution, il perd face à PAC par soumission. 
Le 23 mai à Double or Nothing, il participe au Casino Ladder match, mais ne remporte pas le jeton, gagné par Brian Cage.
Le 5 septembre à All Out, il bat Chris Jericho dans un Mimosa Mayhem match en le faisant chuter dans un réservoir de Mimosa.
Le 7 novembre à Full Gear, il bat John Silver.
Le 7 mars 2021 à Revolution, Chuck Taylor et lui perdent face à Miro et Sabian.
Le 30 mai à Double or Nothing, il ne remporte pas le titre mondial de la AEW, battu par Kenny Omega dans un 3-Way Match, qui inclut également PAC.
Le 5 septembre lors du pré-show à All Out, Chuck Taylor, Wheeler Yuta, Jurassic Express et lui battent HFO (Matt Hardy, Private Party et TH2) dans un 10-Man Tag Team match.
Le 6 mars 2022 à Revolution, il ne remporte pas l'anneau, gagné par Wardlow dans un Face of the Revolution Ladder Match. Le lendemain, il souffre d'une blessure à l'épaule et doit s'absenter pendant 3 mois.
Le 15 juin à Dynamite, il fait son retour de blessure, après 3 mois d'absence, en confrontant le champion des États-Unis de la IWGP, Will Ospreay. Le 26 juin à AEW × NJPW: Forbidden Door, il ne remporte pas le titre poids-lourds des États-Unis de la IWGP, battu par Will Ospreay.

#### Double champion International de la AEW, The Conglomeration (2022-...)

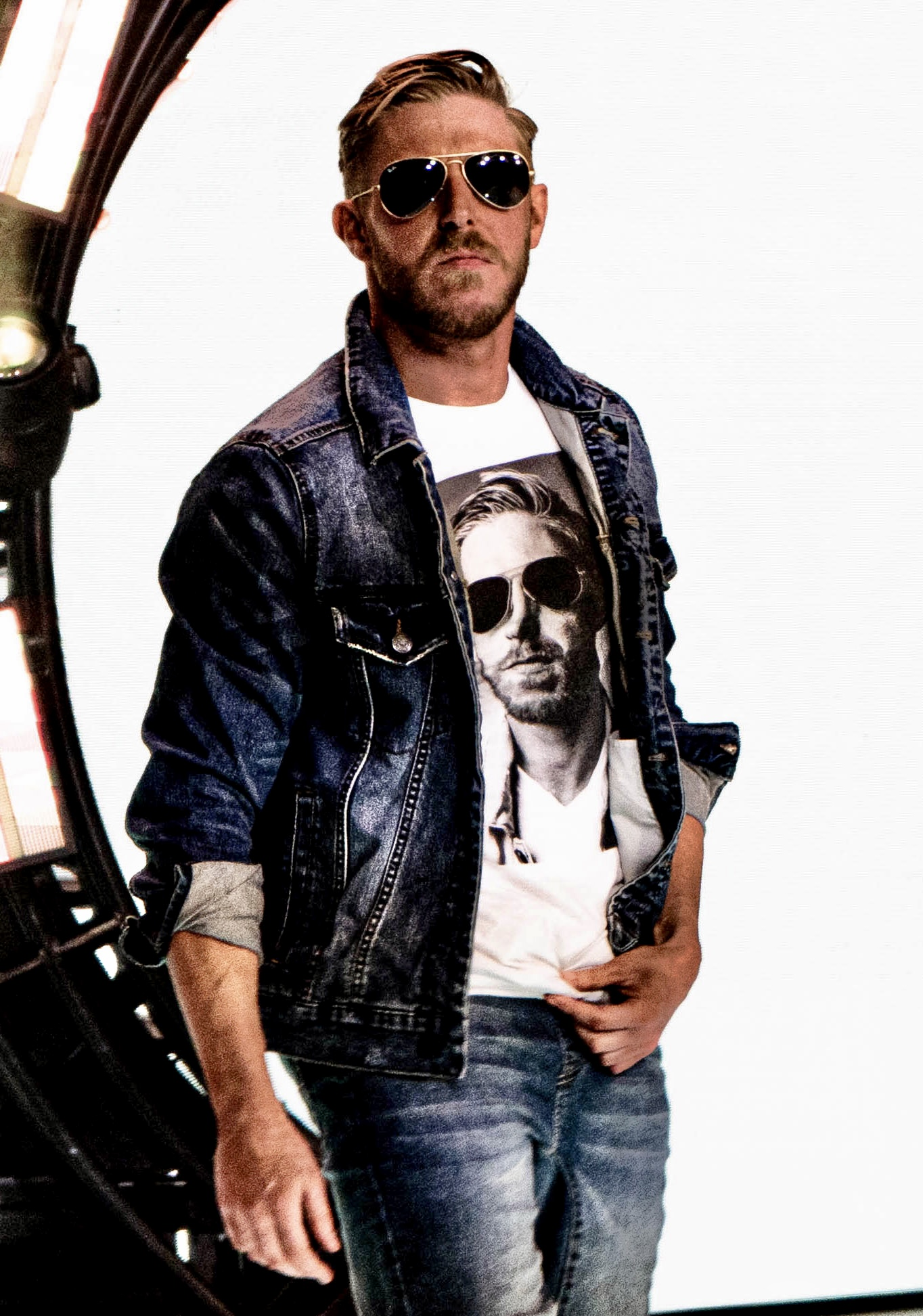
Orange Cassidy en 2022.

Le 12 octobre à Dynamite, il devient le nouveau champion International en battant PAC et remporte le titre pour la première fois de sa carrière. Le 19 novembre lors du pré-show à Full Gear, Chuck Taylor, Trent Beretta, Rocky Romero, Danhausen et lui battent The Factory (Aaron Solow, Cole Karter, Lee Johnson, Nick Comoroto et QT Marshall) dans un 10-Man Tag Team match.
Le 5 mars 2023 à Revolution, Danhausen et lui ne remportent pas les titres mondiaux par équipe de la AEW, battus par les Gunns (Austin et Colten Gunn) dans un Fatal 4-Way Tag Team match, qui inclut également les Acclaimed, Jay Lethal et Jeff Jarrett.
Le 28 mai à Double or Nothing, il conserve son titre en remportant la 21-Man Blackjack Battle Royal. Le 25 juin à Forbidden Door, il conserve son titre en battant Katsuyori Shibata, Daniel Garcia et Zack Sabre Jr. dans un 4-Way match.
Le 27 août à All In, les Best Friends, Eddie Kingston, Penta El Zero Miedo et lui battent le Blackpool Combat Club (Jon Moxley, Claudio Castagnoli, Wheeler Yuta), Ortiz et Santana dans un Stadium Stampede match. Le 3 septembre à All Out, il ne conserve pas sa ceinture, battu par Jon Moxley, ce qui met fin à un règne de 326 jours.
Le 10 octobre à Dynamite, il redevient champion International, pour la seconde fois, en battant Rey Fénix. De ce fait, il devient le premier catcheur à gagner deux fois la ceinture. Le 18 novembre à Full Gear, il conserve son titre en prenant sa revanche sur Jon Moxley qui l'avait battu 2 mois auparavant. 
Le 3 mars 2024 à Revolution, il ne conserve pas sa ceinture, battu par Roderick Strong, ce qui met fin à un règne de 144 jours.
Un mois plus tard à Dynamite, Trent Beretta et lui ne se qualifient pas pour la finale du tournoi qui désignera les futurs champions du monde par équipes de la AEW, battu par les Young Bucks. Après le combat, son désormais ex-partenaire effectue un Heel Turn en lui portant un Running Knee. Le 21 avril lors du pré-show à Dynasty, Katsuyori Shibata et lui battent Shane Taylor Promotions (Lee Moriarty et Shane Taylor). Le 12 juin à Dynamite, Mark Briscoe, Tomohiro Ishii, Willow Nightingale, Kyle O'Reilly et lui forment officiellement un clan appelé The Conglomeration.
Le 23 novembre à Full Gear, il ne remporte pas le titre mondial, rebattu par Jon Moxley.

## Palmarès
- All Elite Wrestling

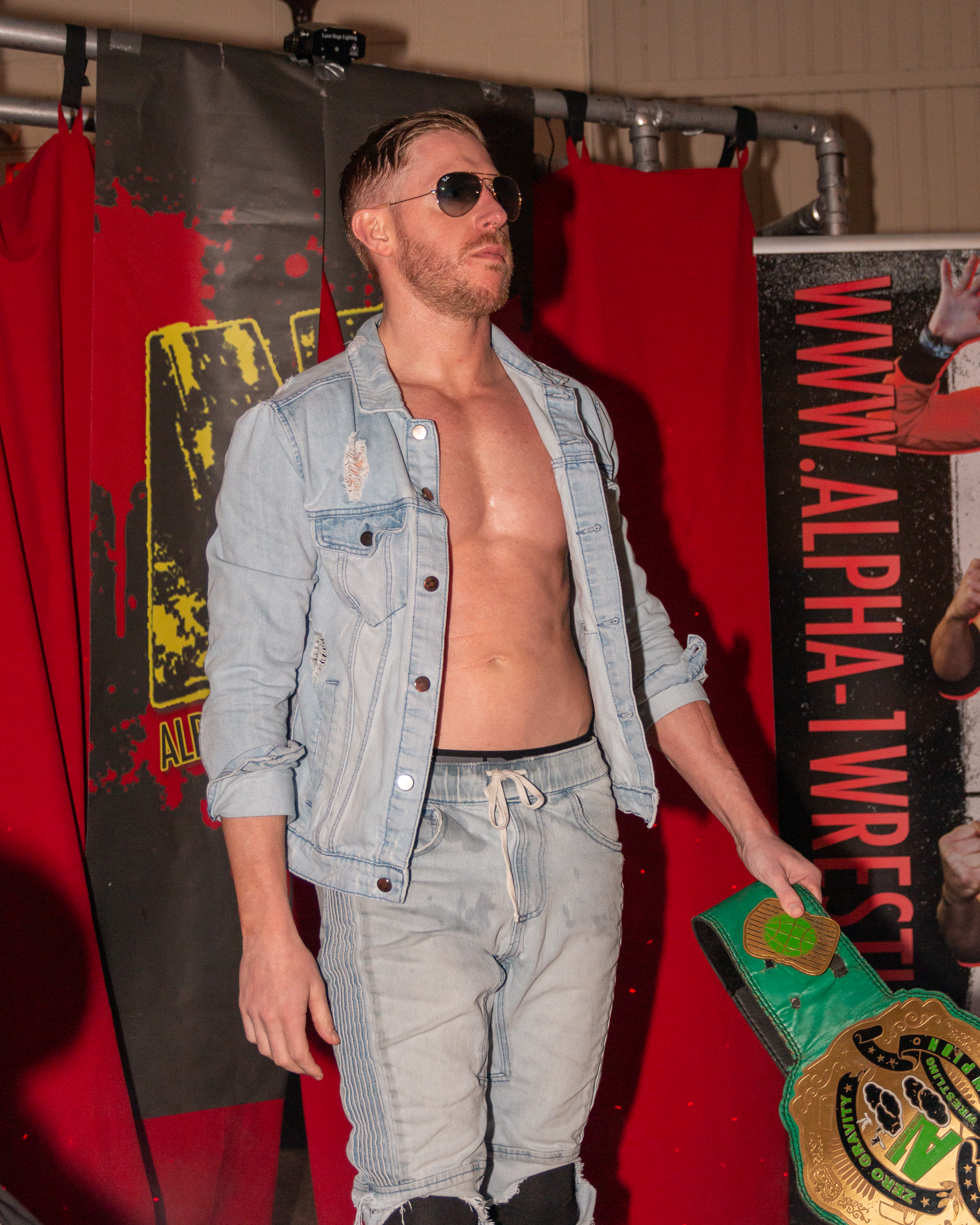
Cassidy avec le Alpha-1 Zero Gravity Championship

  - 2 fois AEW International Championship (règne le  plus long)

- Alpha-1 Wrestling
  - 1 fois A1 Zero Gravity Championship

- Chikara
  - 1 fois CHIKARA Campeonatos de Parejas avec Soldier Ant
  - Young Lions Cup VI
  - King of Trios (2011) avec Green Ant et Soldier Ant
  - King of Trios (2018) avec Green Ant et Thief Ant
  - Tag World Grand Prix (2008) avec Soldier Ant

- Dramatic Dream Team
  - 1 fois Ironman Heavymetalweight Championship[30]

- Forza Lucha!
  - Forza Lucha Cup (2014)

- Ground Breaking Wrestling
  - 2 fois GBW Tag Team Championship avec Danny Rage

- F1RST Wrestling
  - 1 fois F1RST Wrestling Uptown VFW Championship

- IndependentWrestling.TV
  - 2 fois Independent Wrestling Championship

## Récompenses des magazines
- Pro Wrestling Illustrated
  - Most Popular Wrestler of the Year (2020)

| Année | 2008 | 2009 à 2018 | 2019 | 2020 | 2021 | 2022 | 2023 | 2024 |
| ----- | ---- | ----------- | ---- | ---- | ---- | ---- | ---- | ---- |
| Rang  | 439  | Non classé  | 224  | 84   | 21   | 114  | 8    | 24   |